# Bozhidar Dimitrov
Bozhidar Dimitrov Stoyanov (em búlgaro:  Божидар Димитров Стоянов, Sozopol, 3 de dezembro de 1945 – 1 de julho de 2018) foi um historiador búlgaro. 

## Biografia
Bozhidar acredita que os búlgaros desempenharam um papel mais importante na formação da contemporânea Bulgária, como um povo, do que se acreditava anteriormente.?
Ele foi Ministro sem pasta, responsável por Búlgaros no exterior no GERB do governo (de julho de 2009 – fevereiro de 2011).
Morreu em 1 de julho de 2018.